# Sublime Renúncia (canção)
"Sublime Renúncia" é uma canção de música sertaneja gravada originalmente em 1977 pela extinta dupla sertaneja Pery & Poty, para o único álbum de carreira da dupla, intitulado apenas como Pery & Poty, lançado no mesmo ano pela extinta gravadora RGE Fermata. Composta pelo próprio Pery e pelo radialista e compositor Prado Júnior, a canção foi o grande destaque do álbum e da carreira de Pery & Poty, tornando-se um grande clássico sertanejo, sendo regravada posteriormente por vários outros artistas até os dias de hoje.

## Versões cover
- Em 1983, o trio Adilson, Marabá e Raimundo Santos regravou a canção no álbum Entrada Proibida - Volume 3.[2]
- Em 1985, a dupla Gilvam & Meireles regravou a canção no álbum Sublime Renúncia.[3]
- Em 1986, a dupla Leandro & Leonardo regravou a canção no álbum Explosão de Desejos.[4]
- Em 1996, a dupla Arthur & Rafael regravou a canção no álbum Recordando o Passado - Acústico Ao Vivo.[5]
- Em 1998, a dupla Guilherme & Santiago regravou a canção no álbum Guilherme & Santiago - Vol. 3.[6]
- Em 2001, a dupla Bruno & Marrone regravou a canção no álbum Acústico Ao Vivo, em um "Pot-Pourri de Guarânias".[7]
- Em 2002, a dupla Di Paullo & Paulino regravou a canção no álbum Só Modão Ao Vivo, em um pot-pourri.[8]
- Em 2009, a dupla João Neto & Frederico regravou a canção no álbum Só Modão.[9]
- Em 2012, a dupla Ney & Nando regravou a canção no álbum Chamamé (Só Modão).[10]
- Em 2013, o cantor Leonardo regravou a canção no DVD Leonardo - 30 Anos.[11]
- Em 2018, o cantor Diego Guerra regravou a canção no álbum Raíz e Paixão, em um pot-pourri.[12]
- Em 2018, o cantor Batuta regravou a canção no álbum Destinos Iguais, em dueto com o cantor Orlando Resende.[13]
- Em 2019, a dupla Luna & Vitória regravou a canção no álbum Na Tora, em um pot-pourri.[14]
- Em 2019, a dupla Bruno Castro & Raphael regravou a canção no álbum De Boteco Em Boteco, em um pot-pourri.[15]
- A canção também foi regravada pelo próprio Pery, no álbum Caso de Polícia, de sua nova dupla Breno Rocha & Talismã.[16]